# The Heart of a Lion
Pour plus de détails, voir Fiche technique et Distribution.
The Heart of a Lion est un film muet américain réalisé par Frank Lloyd et sorti en 1917.

## Fiche technique
- Titre : The Heart of a Lion
- Réalisation : Frank Lloyd
- Scénario : Frank Lloyd, d'après un roman de Ralph Connor
- Chef opérateur : William C. Foster
- Production : Fox Film Corporation
- Genre : Film dramatique
- Durée : 70 minutes (1h10)
- Date de sortie : 
  - États-Unis : 15 décembre 1917

## Distribution
- William Farnum : Barney Kemper
- Mary Martin : Margaret Danforth
- William Courtleigh Jr. : Dick Kemper
- Wanda Hawley : Iola Hamilton
- Walter Law : Tex
- Marc Robbins : Hiram Danforth M.D.
- Rita Bori : Dolly